# Laurent-Jan
Laurent-Jan, eigentlich Alphonse-Jean Laurent (* 28. April 1808; † 29. Juli 1877) war ein französischer Maler, Autor und Mitarbeiter Honoré de Balzacs.

## Leben
Laurent-Jan zählte in den 1830er-Jahren zum engen Freundeskreis Honoré de Balzacs; er wirkte 1839 bei Balzacs Drama Vautrin und der Monographie de le Presse parisienne mit. In den folgenden Jahren unterstützte er den Schriftsteller bei den Verhandlungen mit Verlegern und Zeitungsredakteuren; bei Balzacs Reisen nach Russland zu Ewelina Hańska Ende der 1840er-Jahre kümmerte er sich um Balzacs literarische Angelegenheiten. Gemeinsam mit Amédée Achard und Joseph Méry schrieb er unter dem Pseudonym Grimm ab 1845 für die Zeitung L'Epoque die Feuilletons Lettres parisiennes; 1841 schrieb Laurent-Jan in Le Charivari über Ingres. Nach Ansicht von Hector Berlioz hätte sich Laurent-Jan dabei „aber mehr als Phantast, denn als Kritiker“ betätigt.
Nach dem Vorbild des Künstlers Laurent-Jan schuf Balzac in seiner Comédie humaine die literarische Figur des Joseph Bidau, der in dem Malerroman La Rabouilleuse (1841/42, dt. Die Krebsfischerin, 1846) und der Erzählung Un début dans la vie (1844, dt. Ein Lebensbeginn) auftritt.
Laurent-Jan, der selbst als Künstler erfolglos blieb, gehörte zu den treuesten Freunden des Schriftstellers. Bei Balzacs Tod am 18. August 1850 erledigte er die Meldung des Todesfalls bei der Mairie und schrieb die Nachrufe, die die Zeitungen veröffentlichen sollten. Er holte auch den Maler Eugène Giraud, der ein Pastell Balzacs auf dem Totenbett malte.

## Veröffentlichungen (Auswahl)
- Fourberies de femmes en matière de sentiment; Clichy; Paris le soir; avec des notices en tête de chaque série par MM. Laurent-Jan, Lireux et Leon Gozlan. Paris: J. Hetzel, Garnier frères, 1846–1848
- Gavarni (Guillaume Sulpice Chevallier): Les Enfants terribles; Traduction en langue vulgaire; Les Lorettes; Les Actrices; avec des notices en tête de chaque série par MM. Théophile Gautier et Laurent-Jan. Paris: J. Hetzel – Garnier frères, 1846–1848